# Ḇ
La Ḇ con macron suscrito (minúscula: ḇ), es una letra adicional utilizada en la transcripción de lenguas semíticas. Está formado por una B diacrítica por un macrón suscrito.

## Uso
En las transcripciones de las lenguas semíticas la ‹ḇ› es utilizada para transcribir una aproximante bilabial sonora [β̞].

## Codificación
La B con macron suscrito puede ser representado con los siguientes caracteres unicode:
| formas    | representación | Puntos de código | descripción                                  |
| --------- | -------------- | ---------------- | -------------------------------------------- |
| mayúscula | Ḇ              | U+1E06           | Letra mayúscula latina B con macrón suscrito |
| minúscula | ḇ              | U+1E07           | Letra minúscula latina B con macrón suscrito |